# Panorama des Sturmes auf St. Privat
Das Panorama des Sturmes auf St. Privat war ein Panoramagemälde von Emil Hünten, das vom 24. Februar 1881 bis Dezember 1883 in der neu eröffneten Berliner Panoramarotunde National-Panorama in der Herwarthstraße gezeigt wurde. Es war in dem Gebäude die erste von sechs Panoramaausstellungen, kurz vor der Jahrhundertwende wurde das Gebäude abgerissen. Obwohl von den Zeitgenossen sehr beachtet, ist Hüntens Bild durch keine einzige Abbildung erhalten.

## Geschichte

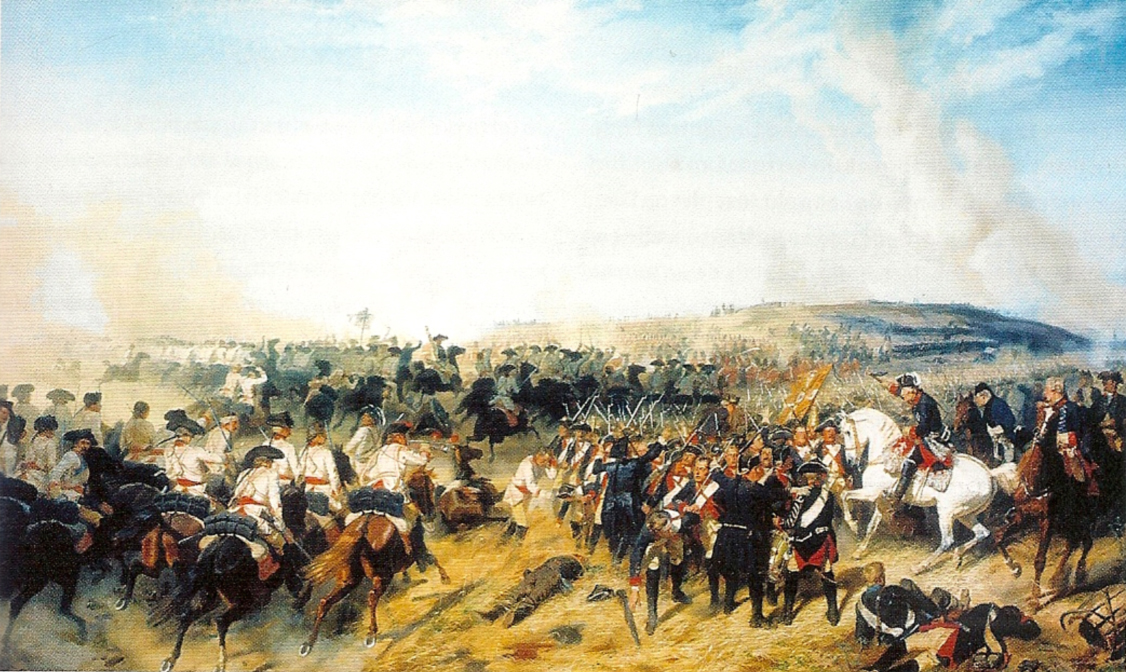
Die Schlacht bei Zorndorf von 1858, eines der frühen Historiengemälde von Emil Hünten, die ihm später Aufträge als „Schlachtenmaler“ verschafften, eine ähnliche Ästhetik ist auch für das Panoramabild anzunehmen.

### Beschreibung des ursprünglichen Werkes
Zum historischen Kontext schrieb die Besucherbroschüre:

„Die französische Hauptarmee nahm […] am 17. August 1870 eine Stellung auf dem westlich von Metz gelegenen Hochplateau von Gravelotte bis Roncourt ein. In dieser […] starken […] Stellung wurde sie am 18. August von den vereinten Korps der 1. und 2. deutschen Armee, unter der persönlichen Leitung Sr. Majestät des Königs Wilhelm, angegriffen und in zwölfstündigem heißen Ringen geschlagen.“

Das verlustreiche Gefecht fand zwischen dem 17. August 1870 und dem 18. August als Teil der Schlacht bei Gravelotte (in Frankreich Bataille de Saint-Privat genannt) im Deutsch-Französischen Krieg statt.
Der Historienmaler Emil Hünten fertigte das Rundgemälde nach einer gemeinsam mit seinem Malerkollegen Wilhelm Simmler erstellten Konzeption, unter Mitwirkung von Armin Sarter, Ad. Schweitzer und Gilbert von Canal. Hünten hatte sich als Historienmaler bereits im Großformat bewährt. Er hatte 1872 das Bild Die hessische Division in der Schlacht von St. Privat gemalt. Hünten und Simmler waren zu den Vorarbeiten für das Panorama an die Originalschauplätze gereist. Während der Malarbeiten führte sein Sohn Max Hünten Besucher durch die Ateliers, in denen erstmals mit Farben aus Tuben gearbeitet wurde.

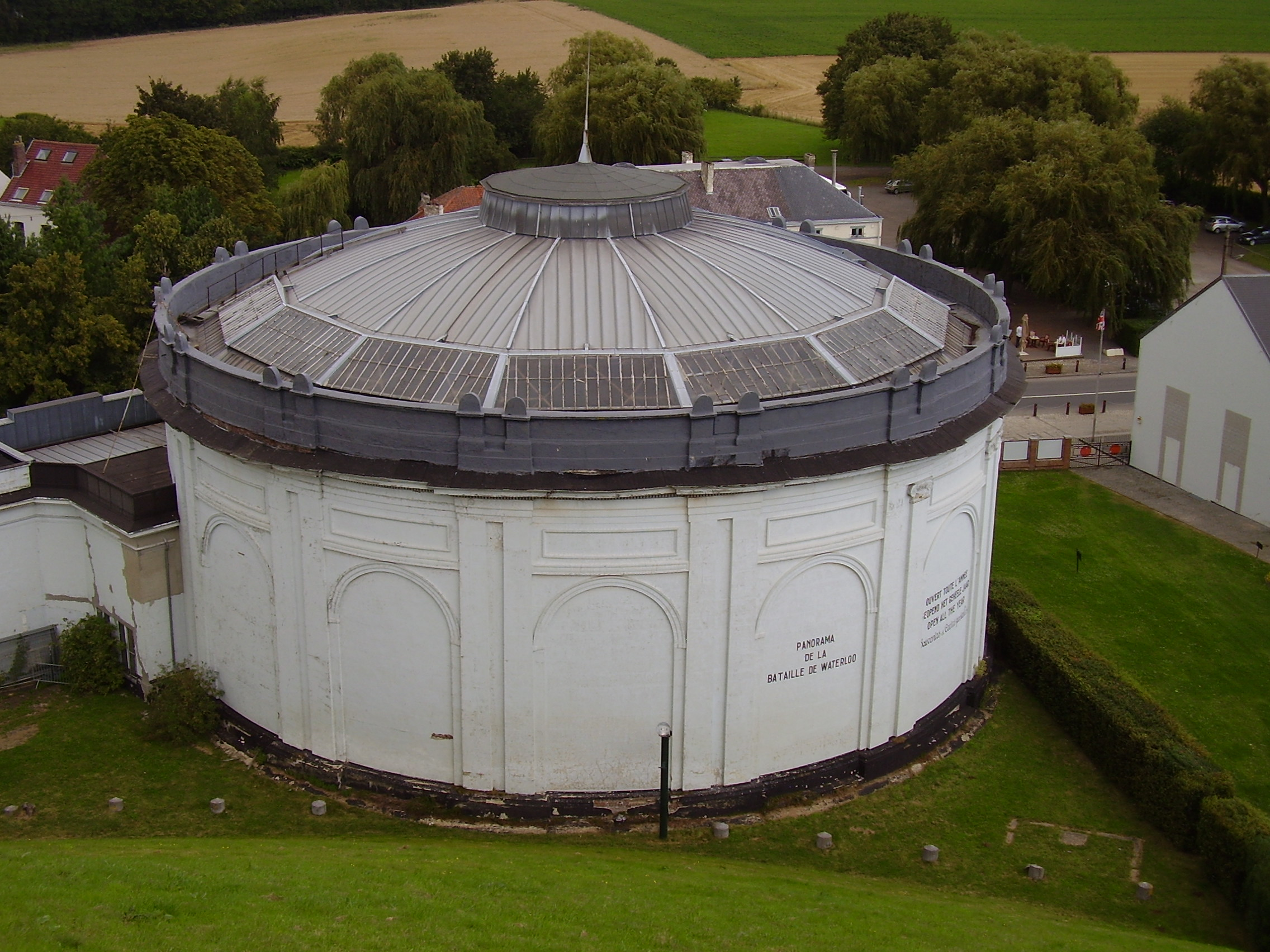
Ein Panoramagebäude der im 19. Jahrhundert üblichen Bauweise, hier zur Darstellung der Schlacht bei Waterloo

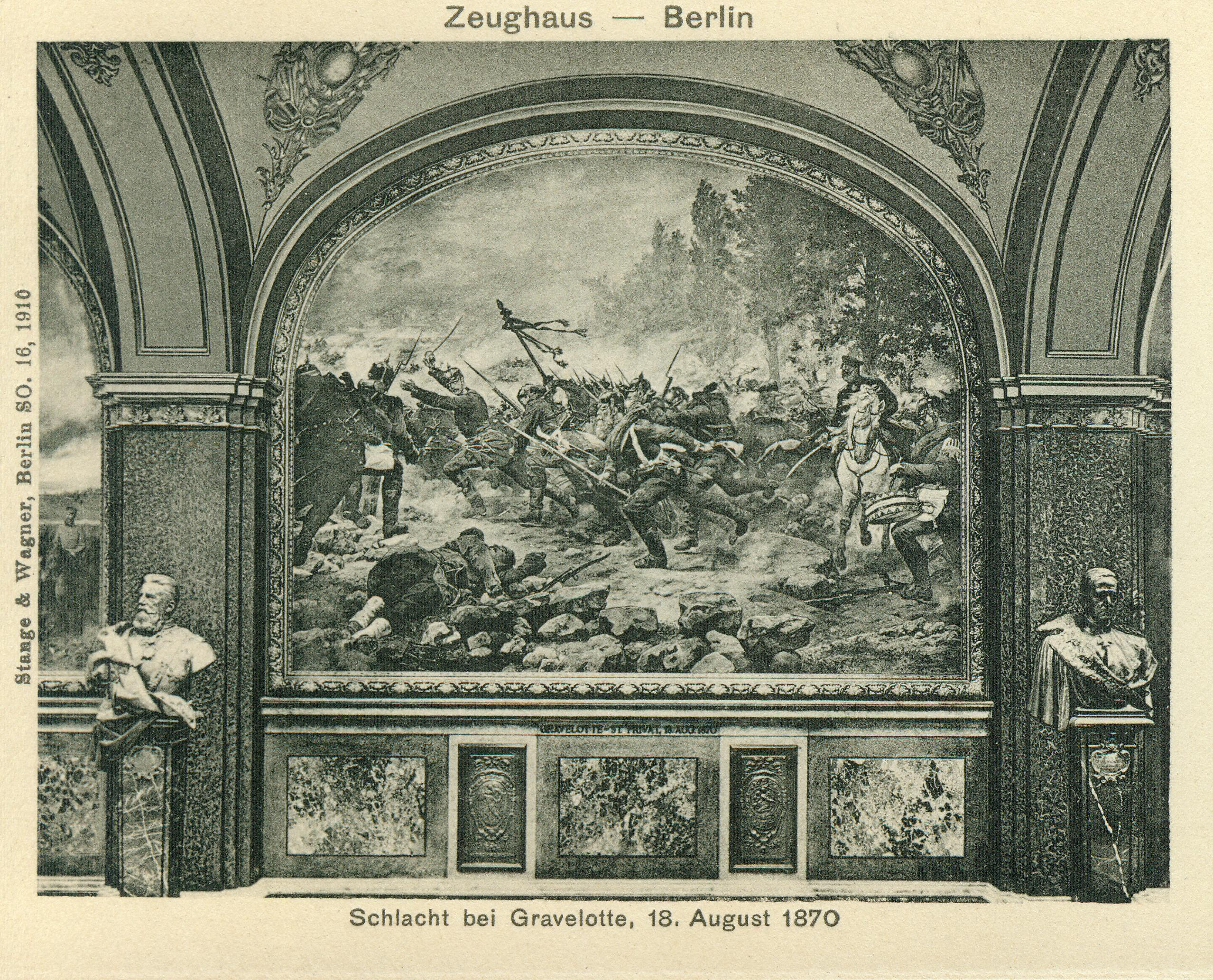
Wandbild Sturm auf St. Privat, 1870 von Georg Bleibtreu in der Berliner Ruhmeshalle (ca. 1887)

Vor dem Großbild lockerten echte Pflanzen die Schlachtendarstellung auf, die an kalten Tagen mit einem System von Heißwasserrohren erwärmt wurden. Im Sommer hingegen führte das durch Oberlichter einfallende Sonnenlicht zur ausreichenden Erwärmung. Die Societé anonyme des Panoramas de Berlin à Bruxelles hatte das Panorama finanziert. Es war in einem eigens errichteten Haus an der Herwarthstraße 4 untergebracht und wurde am 24. Februar 1881 eingeweiht. Nach Frankfurt am Main handelte es sich um das zweite in Deutschland errichtete Panoramagebäude.
Otto von Faber du Faur ließ sich nach Besichtigung des Berliner Panoramas für die Anfertigung seines Panoramas Die Schlacht bei Wörth in Köln von Hünten beraten. Hünten selbst entfernte das Gemälde im Dezember 1883 aus Berlin und baute es anschließend in Köln wieder auf, wo es am 31. Mai 1884 bei der Eröffnung des dortigen Panorama-Ausstellungspavillons am Hohenzollernring wieder gezeigt wurde. Das Bild wurde auch noch im Hamburger Panoramagebäude am Dammtor gezeigt.

### Nachfolgende Panoramen
Zwei andere belgische Gesellschaften meldeten sich bei Anton von Werner mit der Anfrage, ein ähnliches Panoramabild für einen Berliner Standort zu malen. Von Werner wählte dafür die Schlacht von Sedan als Motiv aus. Dafür entstand an der als Zugang angelegten Panoramastraße westlich des Bahnhofs Alexanderplatz wiederum ein eigener Rundbau, Sedan-Panorama genannt, der 1904 abgerissen wurde.
Ein weiteres Panorama, das Marine-Panorama, befand sich ab 1892 in einem Rundbau von Ludwig Heim zwischen der Moltkebrücke und dem Lehrter Bahnhof. Das Gebäude wurde allerdings ab 1899 vom Kolonialmuseum genutzt und das Marine-Panorama nicht mehr gezeigt.
Nach Hünten malte auch Louis Braun ein Panoramabild desselben Schlachtereignisses. Sein Panorama Der Sturm auf St. Privat am 10. August 1870 in Dresden eröffnete 1883.

## Zeitgenössische Resonanz
In der Vossischen Zeitung vom 24. Februar 1881 beschrieb es Ludwig Pietsch wie folgt:

„Über dieser Weite wölbt sich der lichte, theils von hellem Gewölk leicht umflorte Sommerhimmel. Auf große Strecken hin durchbricht die Nachmittagssonne diesen Schleier und beleuchtet scharf das Feld vor dem Dorf, die trockene feste Pappelchaussee zunächst vor seinem Eingange und die Häuser tiefer im Hintergrund. […] Die Kugeln fegen die belaubten Zweige von den […] Pappeln der Landstraße und strecken noch manches junge preußische Blut auf den helleuchtenden weißlichen Boden und in die grasigen Chausseegräben. […] Ruhig reitet in der Mitte des Weges den Abhang hinan Graf Kanitz. […] Tiefer in der Talsenke sieht man auf der Chaussee General von Pape mit seinem Stabe langsam heranreiten.“

Franz von Reber bezeichnete es „als es eines der besten der bisher gemalten Panoramen“.
Theodor Fontane, der das Werk Hüntens schätzte, notierte über das Panorama am 7. März 1881 in seinem Tagebuch: „Nach dem großen Hünten-’schen Panorama von St. Privat; – eine ganz brillante Leistung. Einzelnes wirkt erschütternd. Ich blieb über eine Stunde.“ Er verarbeitete die Eindrücke in seinem Werk Effi Briest.
Zeitgenossen und Historiker sind sich einig, dass Hünten mit seinem Panoramabild weniger einen direkten kommerziellen Zweck verfolgte, sondern dem nationalen Hochgefühl und seinem persönlichen Renommé als Maler dienen wollte.